# Тридесет шеста изложба УЛУС-а (1963)
Тридесет шеста изложба УЛУС-а (1963) је трајала од 11. до 30. новембра 1963. године. Одржана је у галеријском простору Удружења ликовних уметника Србије односно у Уметничком павиљону "Цвијета Зузорић", у Београду.

## Каталог
Каталог и плакат је израдио Едуард Степанчић.

## Излагачи

### Сликарство
1. Анте Абрамовић
2. Радомир Антић
3. Никола Бешевић
4. Славољуб Богојевић
5. Видоје Васић
6. Милена Велимировић
7. Душко Вијатов
8. Братуша Војтех
9. Миодраг Ж. Вујачић
10. Гага Вуковић
11. Милош Гвозденовић
12. Радомир Дамњановић
13. Милица Динић
14. Дана Докић
15. Ђорђе Илић
16. Љубодраг Јанковић
17. Гордана Јовановић
18. Богомил Карлаварис
19. Десанка Керечки
20. Милан Кечић
21. Лиза Крижанић Марић
22. Чедомир Крстић
23. Боривој Ликић
24. Бранко Манојловић
25. Мома Марковић
26. Душан Миловановић
27. Живорад Милошевић
28. Петар Младеновић
29. Светислав Младеновић
30. Лепосава Павловић
31. Чедомир Павловић
32. Татјана Пајевић
33. Јефто Перић
34. Михаило Петров
35. Градимир Петровић
36. Божидар Продановић
37. Благота Радовић
38. Иван Радовић
39. Бошко Рисимовић-Рисим
40. Маријан Савиншек
41. Феђа Соретић
42. Слободан Сотиров
43. Бранко Станковић
44. Милић Станковић
45. Боривоје Стевановић
46. Милица Стевановић
47. Едуард Степанчић
48. Живко Стојсављевић
49. Рафаило Талви
50. Татјана Тарновска
51. Стојан Трумић
52. Живојин Турински
53. Јелена Ћирковић
54. Драган Ћирковић
55. Бранко-Фило Филиповић
56. Иван Цветко
57. Драгутин Цигарчић
58. Милан Цмелић
59. Славољуб Чворовић
60. Вера Чохаџић Радовановић
61. Зуко Џумхур
62. Мила Џокић
63. Томислав Шебековић
64. Леонид Шејка

### Вајарство
1. Градимир Алексић
2. Борис Анастасијевић
3. Милан Бесарабић
4. Ана Бешлић
5. Коста Богдановић
6. Милан Верговић
7. Вемија Вучинић-Турински
8. Душан Гаковић
9. Милорад Дамњановић
10. Стеван Дукић
11. Олга Ивањицки
12. Војислав Јакић
13. Мира Јуришић
14. Ото Лого
15. Мира Марковић Сандић
16. Периша Милић
17. Милија Нешић
18. Славка Петровић Средовић
19. Мирослав Протић
20. Павле Радовановић
21. Екатарина Ристивојев
22. Сава Сандић
23. Славољуб Станковић
24. Радивој Суботички
25. Петар Убовић
26. Јосиф Хрдличка

### Графика
1. Милета Виторовић
2. Миливој-Елим Грујић
3. Милорад-Доца Јанковић
4. Богдан Кршић
5. Бранислав Макеш
6. Вукосава Мијатовић
7. Бранко Миљуш
8. Миодраг Рогић
9. Татјана Тарновска
10. Тиквеша Халил